# 四碘化铼
四碘化铼是铼的碘化物之一，化学式为ReI
4。

## 制备
四碘化铼可以由高铼酸和碘化氢中反应而成。
2HReO
4 + 14HI
4  →  2ReI
4 + 3I
2 + 8H
2O

## 物理性质
四碘化铼形成黑色固体物质，可溶于丙酮和醚。 遇水水解，有吸湿性。它可溶于乙醚和丙酮，形成暗棕色溶液。

## 化学性质
四碘化铼遇水水解：
ReI
4 + 2H
2O  →  ReO
2 + 4HI
四碘化铼受热分解：
ReI
4  →  ReI
3, ReI
2, ReI, I
2